# Fragrans feminae
Pour les articles homonymes, voir Parfum de femme.
Fragrans feminæ est une locution latine (de fragrantia, « odeur » et femina, « femme ») référant à l'odeur naturelle du corps d'une femme, sans parfum.  Elle peut être utilisée dans un sens favorable et poétique, mais également ironique, en référant à la sueur féminine.